# Союз ТМА-4
Союз ТМА-4 — космический корабль серии «Союз ТМА».

## Экипаж
Экипаж старта
- (ФКА) Падалка, Геннадий Иванович (2-й полёт) — командир.[1]
- (НАСА) Эдвард Финк (1-й полёт) — бортинженер.
- ЕКА Андре Кёйперс (1-й полёт) — бортинженер.[2]

Экипаж посадки
- (ФКА) Падалка, Геннадий Иванович (2-й полёт) — командир.
- (НАСА) Эдвард Финк (1-й полёт) — бортинженер.
- (ФКА) Юрий Шаргин (1-й полёт) — 2-й бортинженер.

## Фотографии

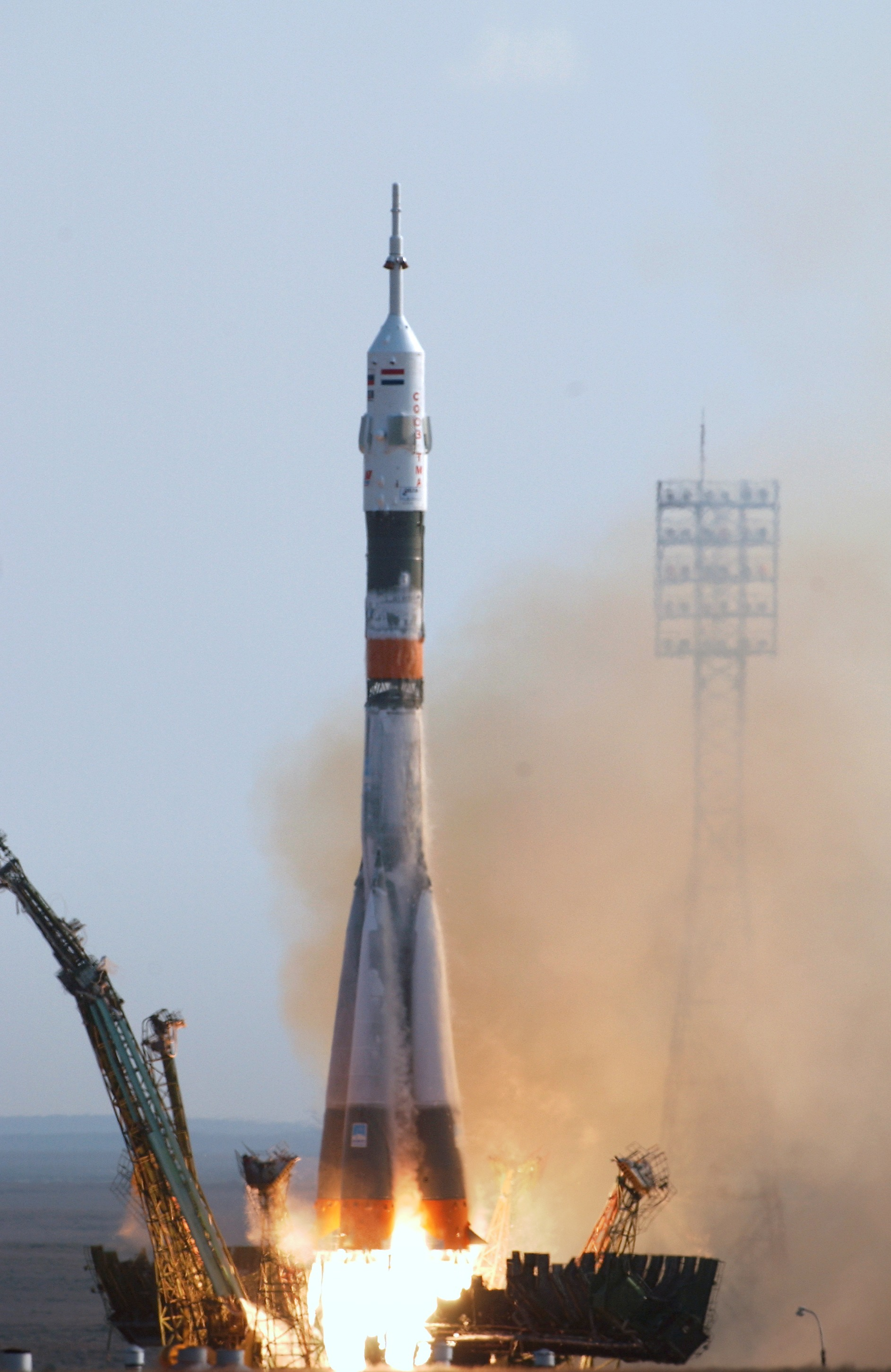
Старт «Союза ТМА-4»